# Alec Năstac

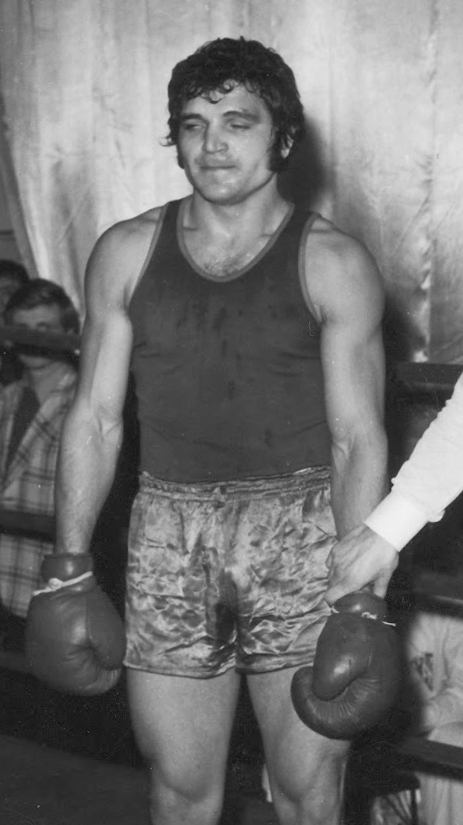
Alec Năstac 1974

Alec Năstac (* 2. April 1949 in Căvădinești) ist ein ehemaliger rumänischer Boxer. Năstac war Silbermedaillengewinner der Europameisterschaften 1971 und 1973 und der Weltmeisterschaften 1974 und gewann die Bronzemedaille der Olympischen Spiele 1976.

## Karriere
Năstac begann erst mit 19 Jahren zu boxen und war rumänischer Meister der Jahre 1969, 1971, 1972 und 1974–1977 im Mittelgewicht (-75 kg) und 1973 im Halbschwergewicht (-81 kg).
1971 nahm Năstac an seinen ersten internationalen Meisterschaften, den Europameisterschaften in Madrid teil, und erreichte nach Siegen u. a. über Reima Virtanen, Finnland, das Finale im Mittelgewicht, das er gegen Juozas Juocevičius, Sowjetunion (3:2), verlor und damit die Silbermedaille gewann. Im Jahr darauf gewann er die Balkanmeisterschaften und nahm an den Olympischen Spielen in München teil, schied hier jedoch bereits im ersten Kampf gegen Alejandro Montoya, Kuba (k. o. 1.), aus. Ende desselben Jahres errang er auch die Silbermedaille der Militärmeisterschaften des Ostblocks.
Bei den Europameisterschaften 1973 erreichte Năstac wieder das Finale. Dieses verlor er jedoch gegen den Olympiasieger von 1972 Wjatscheslaw Lemeschew, Sowjetunion (5:0). 1974 gewann er die Silbermedaille der Balkanmeisterschaften und errang bei den Weltmeisterschaften nach Siegen über Limbert Brown, Jamaika (TKO 2.), Peter Ambrose Dula, Kenia, und Dragomir Vujkovic, Jugoslawien, und einer Finalniederlage gegen Rufat Riskiyev, Sowjetunion (3:2), die Silbermedaille
Bei den Olympischen Spielen 1976 erkämpfte sich Năstac nach Siegen über Philip McElwaine, Australien (3:2), und Fernando Martins, Brasilien (3:2), und einer verletzungsbedingten (Rippenbruch) Halbfinalniederlage wegen Nichtantritts gegen Michael Spinks, Vereinigte Staaten, die olympische Bronzemedaille.
1968 trat Năstac in die rumänische Armee ein und ging als Oberst 1999 in den Ruhestand.